# 王良增一
仙后座6，又名BD+61 2533，HD 223385、SAO 20869、HR 9018，是仙后座的一颗恒星，视星等为5.43，位于銀經115.71，銀緯0.22，其B1900.0坐标为赤經23h 43m 57.7s，赤緯+61° 0.22′ 31″。該恆星是一顆光譜類型 A 型的超巨星或特超巨星，質量是太陽的25倍。